# Urban Solitude
Urban Solitude – drugi album Anouk wydany 9 listopada 1999 roku.

## Lista utworów
1. „In The Sand”
2. „Don't”
3. „R U Kiddin' Me”
4. „Tom Waits”
5. „Urban Solitude”
6. „U Being U”
7. „Michel”
8. „The Dark”
9. „My Best Wasn't Good Enough”
10. „It Wasn't Me”
11. „Cry”
12. „Body Brain”
13. „My Friend”